# Hermann Niehoff
Hermann Niehoff (ur. 3 kwietnia 1897 w Papenburgu nad Ems, zm. 5 listopada 1980 w Riegsee) – generał niemiecki, uczestnik I i II wojny światowej, w tym agresji na Francję, ataku III Rzeszy na Związek Radziecki, ostatni komendant twierdzy Wrocław.

## Służba wojskowa
Karierę wojskową rozpoczął w wieku lat 18. Podczas I wojny światowej doszedł do stopnia oficerskiego w oddziałach piechoty, a następnie kontynuował służbę w oddziałach Reichswehry i Wehrmachtu. W momencie wybuchu II wojny światowej posiadał stopień podpułkownika, a w kolejnych latach otrzymywał wyższe stopnie i stanowiska – dowódca pułku (1940), dowódca dywizji (1943), generał (1944), a od kwietnia 1945 generał piechoty. Podczas II wojny światowej brał udział w kampanii francuskiej (1940), bitwie stalingradzkiej (1942), a później jako dowódca 371 Dywizji Piechoty, w kampanii włoskiej (1943), walkach o Bałkany, walkach na froncie wschodnim, za udział w których był wielokrotnie odznaczany (m.in. Złotym Krzyżem Niemieckim, Krzyżem Rycerskim Krzyża Żelaznego, Krzyżem Rycerskim Krzyża Żelaznego z Liśćmi Dębu, Krzyżem Rycerskim Krzyża Żelaznego z Liśćmi Dębu i Mieczami).
6 marca 1945 wylądował na lotnisku w Gądowie Małym w oblężonym Wrocławiu i 8 marca 1945 ogłosił w rozkazie do żołnierzy, że przejmuje dowództwo nad Festung Breslau i tym samym został ostatnim komendantem oblężonego miasta:

Z dniem dzisiejszym przejąłem z rozkazu Führera dowództwo nad twierdzą wrocławską. Oczekuję, że każdy żołnierz twierdzy, w pełnym zrozumieniu naszego położenia, spełni swój obowiązek do ostatka. Znam tylko bojowników i takich żołnierzy, którzy z pełnym oddaniem pracować będą nad umacnianiem obronności twierdzy. Walczycie nie tylko dla siebie, waszych kobiet i dzieci, walczycie o Wrocław, serce Śląska, silny bastion Rzeszy, przeciwko czerwonemu zalewowi ze Wschodu. Oparci na zdecydowanej woli obrony i wypróbowanym bohaterstwie, przy silnym wsparciu wielkiej ojczyzny, w głębokim przeświadczeniu, że możemy zwyciężyć i że zwyciężymy, utrzymamy twierdzę. Patrzy na nas Führer i całe Niemcy.

Ostatecznie podpisał kapitulację Wrocławia 6 maja 1945, po tym jak gauleiter Karl Hanke, żądający obrony do końca, uciekł z miasta. Złożył broń i wraz ze sztabem oddał się do radzieckiej niewoli. Internowany następnie w obozie jenieckim na Psim Polu, a potem w ZSRR, powrócił do Niemiec na mocy umowy repatriacyjnej w 1955, pracował w przemyśle.
Po wojnie wraz z Hansem von Ahlfenem napisał So kämpfte Breslau (polski tytuł Festung Breslau w ogniu) – historię obrony Wrocławia z perspektywy dowódców twierdzy.

## Odznaczenia
- Czarna Odznaka za Rany (Cesarstwo Niemieckie)[4]
- Krzyż Honorowy dla Walczących na Froncie (1934)[4]
- Krzyż Hanzeatycki Hamburski[4]
- Medal za Kampanię Zimową na Wschodzie 1941/1942[4]
- Srebrna Odznaka Szturmowa Piechoty[4]
- Odznaka za 18-letnią Służbę w Heer[4]
- Złoty Krzyż Niemiecki (6 stycznia 1942)[4]
- Krzyż Żelazny
  - II Klasy (5 sierpnia 1916)[4]
  - I Klasy (12 czerwca 1918)[4]
- Ponowne Nadanie Krzyża Żelaznego
  - II Klasy (26 czerwca 1940)[4]
  - I Klasy (7 lipca 1941)[4]
- Krzyż Rycerski Krzyża Żelaznego (15 lipca 1944)[4]
  - Liście Dębu (5 marca 1945)[4]
  - Miecze (26 kwietnia 1945)[4]